# アレクサンデル・メンドーサ
アレクサンデル・エンリケ・メンドーサ・ロダス（Alexander Enrique Mendoza Rodas 、1990年6月4日 - ）は、エルサルバドル・アカフトラ出身のプロサッカー選手。ポジションは、ディフェンダー。